# Simboli della Contea di Mayo
La parola Mayo deriva dal gaelico Maigh Eo, che significa letteralmente "piana dei tassi".
Lo stemma civico del Mayo è formato da due elementi distinti.
Quello più complesso è senz'altro lo scudo che contiene molti simboli che rappresentano la contea.
Nove alberi di tasso, derivati direttamente dal nome originario della contea e rappresentanti le 9 antiche baronies, circondano su sfondo dorato l'interno restante dello scudo, in una parte superiore rossa contenente quattro croci, una patriarcale (con due barre orizzontali) rappresentante l'arcidiocesi di Tuam, e tre semplici rappresentanti le tre diocesi cattoliche presenti nel territorio; in quella inferiore bianca, una nave che salpa sull'oceano mosso, a simboleggiare l'importanza della navigazione per la contea.
La rosa sovrastante lo scudo rappresenta l'apparizione mariana di Knock.

La bandiera tradizionale del Mayo

Non esistono altri stemmi che rappresentino la contea, e il simbolo della Mayo GAA, associazione che gestisce gli sport gaelici nel Mayo, è semplicemente più stilizzato e senza nastro, ma praticamente identico a quello ufficiale.
I colori della bandiera tradizionale della contea sono il rosso e il verde, accostamento unico in Irlanda. Tra i colori sportivi, invece, viene aggiunto spesso anche il bianco, ma esclusivamente su divise da gioco e non sulle bandiere.